# 色昌乡
色昌乡是中国西藏自治区那曲地区索县下辖的一个乡。

## 行政区划
色昌乡下辖：热布村、如囊村、如庆塘村、强根卡村、色昌卡村、查夏尔村、南巴村、亚冲村、达宗村、帕亚村、帕尔肖村。